# (500113) 2012 BA111
(500113) 2012 BA111 es un asteroide perteneciente al cinturón de asteroides, descubierto el 27 de enero de 2012 por el equipo del Spacewatch desde el Observatorio Nacional de Kitt Peak, Arizona, Estados Unidos.

## Designación y nombre
Designado provisionalmente como 2012 BA111.

## Características orbitales
2012 BA111 está situado a una distancia media del Sol de 2,376 ua, pudiendo alejarse hasta 2,587 ua y acercarse hasta 2,165 ua. Su excentricidad es 0,088 y la inclinación orbital 3,463 grados. Emplea 1338,08 días en completar una órbita alrededor del Sol.

## Características físicas
La magnitud absoluta de 2012 BA111 es 18,6.